# Samuel Powel
Samuel Powel (1738, Philadelphie - 29 septembre 1793, Philadelphie), est un homme politique américain. Il est l'époux de Elizabeth Willing Powel, salonnière et épistolière réputée.

## Biographie
Il suit ses études au College of Philadelphia (en).
Il est élu maire de Philadelphie en 1775, puis il est réélu en 1789.
Il est membre du Sénat de l'État de Pennsylvanie de 1790 à 1793.
Powel était membre de la Société américaine de philosophie et trustee du College of Philadelphia (en) (aujourd'hui l'université de Pennsylvanie).
Il est le gendre de Charles Willing.

## Sources
- (en) Cet article est partiellement ou en totalité issu de l’article de Wikipédia en anglais intitulé « Samuel Powel » (voir la liste des auteurs).